# Светски дан интелектуалне својине
Светски дан интелектуалне својине обележава се сваке године 26. априла.  Догађај је основала Светска организација за интелектуалну својину (енгл. World Intellectual Property Organization, WIPO) 2000. године како би подигла свест о томе како патенти, ауторска права, жигови и дизајни утичу на свакодневни живот и да би се прославила креативност и допринос креатора и иноватора у развоју друштава широм света. За датум Светског дана интелектуалне својине изабран је 26. април јер се поклапа са датумом када је 1970. године ступила на снагу Конвенција о оснивању Светске организације за интелектуалну својину.

## Историја
Након изјаве датој Скупштини држава чланица Светске организације за интелектуалну својину у септембру 1998. године, генерални директор Алжирског националног института за индустријску својину  (INAPI) предложио је 7. априла 1999. године институционализацију међународне интелектуалне својине, са циљем да се постави оквир за ширу мобилизацију и свест, омогућавањем приступа промотивном аспекту иновација и признавањем достигнућа промотера интелектуалне својине широм света. 
Кинеска делегација у WIPO-у је 9. августа 1999. предложила усвајање „Светског дана интелектуалне својине“.
У октобру 1999. године, Генерална скупштина Светске организације за интелектуалну својину (WIPO) одобрила је идеју да се одређени дан прогласи за Светски дан интелектуалне својине. 

## Критика
Мајк Масник из Техдирт-а написао је да Светски дан интелектуалне својине има за циљ да „промовише све већи протекционизам и меркантилизам у корист носилаца ауторских права и патената, игноришући сваки утицај тих ствари на јавност. То је прилично одвратно кршење наводне намере интелектуалне својине." Зак Рогоф из Defect by Design је приметио да је догађај био „глобални, али дефинитивно не национални догађај“. Овај догађај критиковали су и активисти неколико организација цивилног друштва који сматрају да је реч о једностраној пропаганди јер маркетиншки материјали у вези са догађајем, које је обезбедио WIPO, „изгледају као нерепрезентативни за друге ставове и догађаје“. Мајкл Гајст, професор права на Универзитету у Отави, приметио је да је „Светски дан интелектуалне својине постао више од дана лобирања“. Кушла Капич са Технолошког универзитета Квинсленда написао је да је већина изјава WIPO-а у вези са промоцијом Светског дана интелектуалне својине „или преувеличане или неосноване“; напомињући да „ауторска права помажу да музика дође до наших ушију, а уметност, филмови и књижевност до наших очију“, док лексичко повезивање ауторског права са стварима од признате друштвене и културне вредности („уметност“, „филм“ и „књижевност“) делује за њихова легитимна формулација и широка примена“.
Постоје бројни популарно подржани празници, супротно важећим законима о интелектуалној својини, који се обележавају Светским даном интелектуалне својине, али ниједан од њих није подржан од стране WIPO:
- Дан културне слободе
- Дан слободе докумената
- Дан слободе хардвера
- Међународни дан борбе против ДРМ-а
- Дан јавне својине
- Дан слободе софтвера

## Теме
Сваке године, порука или тема је повезана са догађајем:
- 2001. година - Стварање будућности данас [9]
- 2002. година - Подстицање креативности
- 2003. година - Учините интелектуалну својину Вашим пословањем
- 2004. година - Подстицање креативности
- 2005. година - Мисли, замисли, стварај
- 2006. година - Почиње са идејом
- 2007. година - Подстицање креативности
- 2008. година - Славимо иновације и промовишемо поштовање интелектуалне својине [10]
- 2009. година - Зелена иновација [11]
- 2010. година - Иновације - Повезивање света [12]
- 2011. година - Дизајн будућности [13]
- 2012. година - Иноватори визионари [14]
- 2013. година - Креативност - следећа генерација [15]
- 2014. година - Филмови – Глобална страст [16]
- 2015. година - Устани, Устани. За музику. [17]
- 2016. година - Дигитална креативност: Култура поново осмишљена. [18]
- 2017. година - Иновације – Побољшање живота [19]
- 2018. година -  Покретање промена: Инвенције у иновацијама и креативности  [20]
- 2019. година - Посегните за златом: ИП и спорт  [21]
- 2020. година - Иновација за зелену будућност [22]
- 2021. година – ИП и МСП: Изношење ваших идеја на тржиште[23]
- 2022. година – ИП и млади: Иновације за бољу будућност[24]
- 2023. година – Жене и интелектуална својина: Убрзање иновација и креативности[25]
- 2024. година – ИП и СДГ: Изградња наше заједничке будућности уз иновације и креативност[25]